# Буттильера-Альта
Буттильера-Альта (итал. Buttigliera Alta, пьем. Butijera, либо Butijera Àuta) — коммуна в Италии, располагается в области Пьемонт, в провинции Турин.
Население составляет 6537 человек (2008 г.), плотность населения составляет 792 чел./км². Занимает площадь 8 км². Почтовый индекс — 10090. Телефонный код — 011.
Покровителем коммуны почитается апостол Марк, празднование 25 апреля.

## Демография
Динамика населения:

## Города-побратимы
- Жунь, Франция

## Администрация коммуны
- Официальный сайт: http://www.comune.buttiglieraalta.to.it/